# Elektrogyenge kölcsönhatás
Az elektrogyenge kölcsönhatás elmélete – vagy Glashow–Weinberg–Salam-modell – két alapvető kölcsönhatás, az  elektromágnesség (kvantum-elektrodinamika, QED) és a gyenge kölcsönhatás egyesítéséből született meg. Az erős kölcsönhatást leíró kvantum-színdinamika (QCD) mellett a standard modell egyik alappillére. Az elmélet szerint az elektrogyenge kölcsönhatást a nyugalmi tömeg nélküli foton valamint három nagy tömegű társa a W+, W- és Z0 közvetíti.

## Története
A kvantum-elektrodinamika 1950-es évekbeli látványos sikerét követően kísérletet tettek arra, hogy a gyenge kölcsönhatást is mértékelméleti alapokra helyezzék. Ez a próbálkozás 1968 környékén az elektromágnesesség és a gyenge kölcsönhatás egyesített elméletébe torkollott, melyért Sheldon Lee Glashow, Steven Weinberg és Abdus Salam 1979-ben fizikai Nobel-díjat kapott. Elméletük az elektrogyenge kölcsönhatás elmélete nem csak a béta-bomláshoz szükséges W-bozonokat, hanem egy elektromosan semleges bozont a Z-t is megjósolt.
Az a tény, hogy a W- és Z-bozonok tömeggel rendelkeznek, míg a foton tömeg nélküli komoly gátja volt az elektrogyenge elmélet kifejlesztésének. Ezek a részecskék egy úgynevezett SU(2) szimmetriával írhatóak le, de ezeknek a bozonoknak eszerint a mértékelmélet szerint tömeg nélkülieknek kellene lenniük. Valóban, a foton azért tömeg nélküli, mert az elektromágnesességet az U(1) mértékelmélet írja le. Valamilyen jelenségre volt szükség, mely az SU(2) szimmetriát megtöri, tömeget adva a W- és Z-bozonoknak. Egy magyarázatot, a Higgs-mechanizmust, Peter Higgs talált ki az 1960-as évek végére, és Steven Weinberg dolgozta ki részletesen. Ez egy újabb részecske létezését jósolta meg, az úgynevezett Higgs-bozonét.
Az gyenge kölcsönhatás SU(2) mértékelméletének, az elektromágneses kölcsönhatásnak, és a Higgs-mechanizmusnak a kombinációját nevezik Glashow–Weinberg–Salam-modellnek. Jelenleg széles körben elfogadott a részecskefizika standard modelljének egyik alapjaként. 1983 óta a standard modell egyetlen kísérletileg meg nem erősített előrejelzése a Higgs-bozon létezése volt, amelyre utaló jeleket végül a CERN-ben 2012-ben észleltek, majd 2013-ban az adatok ellenőrzését követően megerősítettek. Peter Higgs a felfedezésért Nobel-díjat kapott, az elméleti jóslat és a gyakorlati bizonyíték között 45 év telt el.
Az elméletet 1973-ban indirekt módon a semleges áramok (NC) felfedezésével, 1983-ban direkt úton a W- és Z-bozonok felfedezésével kísérletileg igazolták. A megtalált bozonok tömegét az elmélet elég pontosan megjósolta.

## Az elektrogyenge elmélet fő tulajdonságai

### A Lagrange-függvény
Az elektrogyenge Lagrange-függvény hasonló (a szín-, íz- és spinindexeket elhagyva) a kvantum-színdinamikáéhoz.
A kovariáns derivált:
{\displaystyle D_{\mu }=\partial _{\mu }+g(W_{\mu }^{1}T^{1}+W_{\mu }^{2}T^{2}+W_{\mu }^{3}T^{3})+g'B_{\mu }Y\,}
ahol g és g' a két elektrogyenge csatolási állandó, Ti a három Pauli-mátrix, itt a gyenge izospin generátorai, Y pedig a hipertöltés U(1) generátora.
A Lagrange-függvény: előkészítéséhez mind a négy mértékmezőre képezni kell a térerősségtenzort a kovariáns deriválással, majd a Lagrange-függvényhez fel kell írni:
- mind a négy mértékmezőre a dinamikus tagot a térerősségtenzorral (szabad sugárzási terek és vektorbozon önkölcsönhatások)
- az összes fermiondubllettre (kvark és lepton) fel kell írni az anyagi tér és a kovariáns derivált "kölcsönhatását", ami magában foglalja a szabad fermion tagokat és a kölcsönhatási tagokat. A tömegeket ezen a ponton nullának kell választani, azokat majd a Higgs-mechanizmus szolgáltatja
- fel kell írni a Higgs-mezőt tartalmazó tagokat

### Gyenge keveredési szög
A határozott tömegállapotok a W3 és B semleges mértékbozonok lineáris kombinációi lesznek a következők szerint:
{\displaystyle {B \choose W^{3}}={\begin{pmatrix}cos\Theta _{W}&sin\Theta _{W}\\-sin\Theta _{W}&cos\Theta _{W}\end{pmatrix}}{A \choose Z}\,}
ahol ΘW a kísérletileg meghatározandó gyenge keveredési szög, A a fotonmező, Z a Z0-bozon mezője. A töltött W-bozonokat a következő kombinációk adják:
{\displaystyle W^{\pm }=W^{1}\pm iW^{2}}
A gyenge mértékbozonok tömegére igaz a következő összefüggés:
{\displaystyle m_{W}=m_{Z}cos\Theta _{W}\,}

### Csatolási állandók
Az elektrogyenge egyesítés kapcsolatot teremt a két elektrogyenge csatolási állandó és az e elektromos töltés között a gyenge keveredési szögön keresztül:
{\displaystyle g={\frac {e}{sin\Theta _{W}}},\qquad g'={\frac {e}{cos\Theta _{W}}}\,}

### A skalármezők (Higgs-bozon)
A spontán szimmetriasértés végrehajtására egy skalár gyenge izospin dublettet (és a konjugáltját) kell az elméletben elhelyezni:
{\displaystyle {\boldsymbol {\Phi }}={\Phi ^{+} \choose \Phi ^{0}}={\Phi ^{+} \choose v+{\frac {H+i\chi }{\sqrt {2}}}}\,}
ahol a Φ± Goldstone-bozonok (a negatív előjelű a konjugált dublettben van) a W± bozonokkal egyesülnek a Higgs-mechanizmus során, az utóbbiakat tömegessé téve, a χ Goldstone-bozon pedig a Z-bozon longitudinális komponensével egyesül. H a tömeges Higgs-bozon és v az ő vákuum-várhatóértéke.
A Lagrange-függvényben szerepel:
- A skalármezők dinamikus tagja a kovarián deriválással, ez adja a szabad Higgs-bozon és a Higgs-mértékbozon kölcsönhatási tagokat
- A skalármezők önkölcsönhatása – ez felelős a spontán szimmetriasértésért és ez adja a Higgs-bozon önkölcsönhatását
- Yukawa-kölcsönhatási tag a skalármezők és minden fermion között – ezek adnak tömeget a fermionoknak és adják a Higgs-fermion kölcsönhatásokat

### A skalármezők önkölcsönhatása

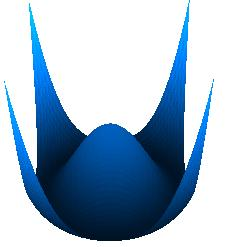
A spontán szimmetriasértő potenciál alakja: nem középen van a legalacsonyabb energiájú állapot, ahol az eredeti mezők eltűnnek (nemeltűnő vákuumállapot)

A skalárpotenciál alakja a következő:
{\displaystyle V=-\mu ^{2}\Phi ^{\dagger }\Phi +\lambda (\Phi ^{\dagger }\Phi )^{2}\,}
ahol az első tag negatív előjele biztosítja, hogy ne az eltűnő Φ esete legyen a legalacsonyabb energiájú állapot. A stabil nemeltűnő vákuumállapot megkívánja a következő összefüggést:
{\displaystyle \mu ={\sqrt {2\lambda v^{2}}}\,}
ahol v a Higgs-bozon vákuum-várhatóértéke.

## Külső források
- Leon Max Lederman: Az isteni a-tom, 2000